# التعليم في الكويت
التعليم في الكويت يعد من أهم المجالات التي ترعاها الدولة حيث يشكل الإنفاق على التعليم ما نسبته 3.8%  من إجمالي الناتج القومي للدولة، وقد نصت المادة الأربعين في الدستور الكويتي على أن التعليم حق للكويتيين، تكفله الدولة وهو إلزاميًا حتى إنهاء المرحلة الثانوية، بينما ما بعدها من مراحل اختيارية لا إلزامية.
وقد مر التعليم بمرحلتين الأولى تمثلت بالفترة ما قبل التعليم النظامي وهي التعليم بواسطة الكتاتيب والثانية تمثلت بالمدارس النظامية ويرجع تاريخ أولى المدارس النظامية إلى عام 1911 حيث أنشئت أول مدرسة نظامية وهي المدرسة المباركية فكانت النواة التي بني عليها التعليم في الكويت. وبعد إنشاء المدرسة المباركية تطور التعليم تطورًا ملحوظًا وانتشرت المدارس في جميع مناطق الكويت. وتوج هذا التطور بتأسيس جامعة الكويت عام 1966.

## التاريخ

### المسجد
يعتبر المسجد -كما في معظم المدن الإسلامية- من أول أبنية المدينة، ولم يقتصر المسجد على الإمامة في الصلاة بل أمتد ليشمل الوعظ وتعليم الدين وقراءة القرآن. ولذلك يعتبر المسجد أول مراحل التعليم في الكويت. فهناك ما يثبت دور المسجد في نشر العلم في القرنين الثامن عشر والتاسع عشر. ففي ذلك الوقت تم نسخ العديد من الكتب والمخطوطات في مدينة الكويت وفيلكا منها كتاب الموطأ للإمام مالك بن أنس والذي قام بنسخه مسيعيد بن أحمد بن مساعد بن سالم. كما أنه لم يكن من المعقول أن تكون الكويت مدينة تجارية وأن يتم افتتاح المكاتب التجارية بها كشركة الهند الشرقية (عام 1600) والشركات التجارية الأوروبية (كالهولندية (1601) والفرنسية) دون وجود ناس متعلمين يعرفون الكتابة والقراءة. ولعل ما يؤكد هذا شهادة المؤرخ عبد الرحمن بن عبد الله السويدي البغدادي عام 1772 حين ذكر: (وقرأت فيها -يقصد الكويت- الحديث في ستة جوامع، نقرأ في الجامع يومين أو ثلاثة فيضيق من كثرة المستمعين، فيلتمسون مني الانتقال إلى أكبر منه. وهكذا حتى استقر الدرس في جامع ابن بحر، وهو جامع كبير على البحر كجامع القمرية في بغداد). ويدل ذلك على اهتمام الكويتيين ودور المسجد في تلقي ونشر العلم.

### الكتاتيب
قبل بدء التعليم النظامي في الكويت كانت الدراسة مقتصرة على تعليم القرآن واللغة العربية ومبادئ الحساب عند الكتاتيب. وكان يقام احتفال عند اتمام الطالب لدراسة القرآن الكريم (الختمة). وكان الأولاد يتلقون تعليمهم عند الملا بينما البنات عند المطوعة نظير مبلغ مالي صغير يسمى بالخميسية ويقدر بآنة واحدة (ما يساوي حالياً ب4 فلوس). وسمي بالخميسية لأن المبلغ يستحق كل يوم خميس. وللملا مبلغ آخر متفق عليه عندما يختم الطالب القرآن. كما للملا العيدية والفطرة (زكاة الفطر). وكان يستخدم أسلوب الضرب والتهديد والوعيد لترهيب الطالب.
ويذكر أن أول معلم في الكويت كان الشيخ محمد بن فيروز المتوفي عام 1723 والذي كان يتولى القضاء في تلك الفترة، كما من أوائل المدرسين الكويتيين السيد عبد الجليل الطبطبائي المتوفى عام 1854. ولكن لم ينتشر ظهور الكتاتيب إلا في الثلث الأخير من القرن التاسع إبان عهد الشيخ عبد الله بن صباح الصباح. وأول الكتاتيب المعروفة -قد لا يكون الكتاب الأول- هو كتّأب سليمان ربيع الموسوي المولود في عام 1812 وقد اتخذ من دارة في فريج الشيوخ (موقع المسجد الكبير حالياً) مقراً للتدريس. وقد درّس الشيخ يوسف بن عيسى القناعي وسلمان الصباح وأبناء النقيب. كما من الكتاتيب القديمة هي كتاب حمد عبد الرحمن بودي (مولود عام 1820) وكتاب محمد بن سيف (مولود عام 1853). ومن أقدم المطوعات (كتاتيب البنات) المعروفات شريفة حسين العلي العمر (ولدت عام 1831) التي أخذت التعليم عن والدها وأنشأت كتاباً في فريج الصقر نحو عام 1855. وتلاها كتاب موزة بنت حمادة (ولدت عام 1836) وكتاب لطيفة محمد الشمالي (ولدت 1860).

#### المخصصات المادية للملا (الكُتاب)
هناك عدة مخصصات مادية للملا فهي كالآتي:
1. رسوم الدخلة: وهي أشبه برسوم التسجيل في الكتاب لقبول التلميذ فيه وتبلغ 2-3 روبيات في الحدود الدنيا.
2. الخميسية: وهي الأجر الأسبوعي يدفعها التلميذ كل خميس ولا تتجاوز نص روبية أو ربع روبية.
3. النافلة: وهي قليل من المال أو القمح أو الرز أو التمر يهديه التلميذ للملا في مناسبات مختلفة مثل يوم عاشوراء ويوم المولد النبوي ويوم الإسراء والمعراج أو النصف من شعبان.
4. العيدية: وهي مبلغ يدفعه التلميذ حسب مقدرته قبل أو بعد العيد.
5. الفطرة: وهي صدقة الفطر وتبلغ 6 أرطال من الحنطة أو التمر أو الرز.
6. في مرحلة الختمة: تدفع رسومها أثناء تلاوة التلميذ، فإن كانت مجزأة تعطى على شكل هدايا متتالية كلما أنهى جزءًا، وفي حالة دفعها مقطوعة يدفع للملا ما اتفق عليه بعد ختمة القرآن.
7. إكمال ختمة القرآن: وأقلها سنة لختمة القرآن وهديتها ما بين 20-100 روبية مع كسوة للشيخ من الأغنياء، وهي بشت وغترة وعقال ودشداشة ووزار.
8. تضاف إلى ذلك مواد أخرى تأتي إلى صاحب الكُتاب ومنها النذور ونصيب من لحوم الأضاحي وهدايا قدوم الحجيج.

### التعليم النظامي

#### المدرسة المباركية

مدخل المدرسة المباركية

المدرسة المباركية مدرسة افتتحت في 22 ديسمبر 1911، سميت بالمباركية نسبة إلى الشيخ مبارك الصباح تعد أول مدرسة نظامية في تاريخ الكويت، وأول مدير لها هو الشيخ يوسف بن عيسى القناعي، كانت المدرسة منذ تأسيسها تقوم على مساهمات المواطنين من تبرعات بالإضافة إلى رسوم تسجيل الطلبة، حتى قام مجلس المعارف (وزارة التربية حالياً) بضمها عام 1936 لتصبح تحت إدارة الحكومة، واستمر التدريس فيها حتى عام 1985 حيث استخدم مبنى المدرسة لإنشاء المكتبة المركزية في الكويت.
مثل إنشاء المدرسة المباركية عام 1911م البداية الفعلية للتعليم في الكويت. حيث أنشئت المدرسة على يد مجموعة من التبرعيين، منهم يوسف بن عيسى القناعي والشيخ ناصر المبارك الصباح وياسين الطبطبائي. وفي بدايتها لم تختلف المدرسة المباركية عن الكتاتيب إلا من حيث ضخامة البناء وتقسيم التعليم إلى فصول. فقد شملت مواد التدريس على القراءة والكتابة والحساب. حتى عام 1936-1937 عندما تم تغيير المنهج القديم وبدأ التعليم الجديد بمناهج أكثر موضوعية بواسطة أساتذة جلبوا لهذه المهمة من فلسطين. وكان عدد المدرسين أربعة وهم: أحمد شهاب الدين وجابر حديد ومحمد المغربي وخميس نجم. ولكن كانت تعاني المدرسة المباركية من كثرة تسرب الطلبة خاصة في موسم الغوص على اللؤلؤ وذلك لانشغال الطلبة في مساعدة آبائهم. والجدير بالذكر أن الدراسة في المباركية كانت مستمرة طوال العام دون انقطاع سوى لخمسة عشر يوما خلال فترة الربيع وكانت تسمى بالكشتة.
كانت فكرة إنشاء المدرسة المباركية أتت من قبل ثلاثة أشخاص هم يوسف بن عيسى القناعي والشيخ ناصر المبارك الصباح وياسين الطبطبائي، وكان أول من أثار فكرة إنشاء مدرسة لتعليم الطلاب كان ياسين الطبطبائي وكان ذلك في كلمته في الاحتفال بالمولد النبوي بديوان يوسف بن عيسى في 12 ربيع الأول 1328 هـ (22 مارس 1910) حيث قال:
و أثرت هذه الكلمة في الحضور وفي يوسف بن عيسى بشكل خاص فقام بكاتبة مقال يتحدث فيه عن أهمية العلم والحاجة للمدارس وبدأ حملة تبرعات لإنشاء المدرسة. وساهم عدد كبير من الكويتيين في التبرع حتى بلغت القيمة الإجمالية للتبرعات حوالي 77,500 روبية جاء أكثر من ثلثيها من الشيخ قاسم آل إبراهيم والشيخ عبد الرحمن آل إبراهيم حيث تبرع الأول بثلاثين ألف روبية والثاني بعشرين ألف روبية. كما تبرع كل من أولاد خالد الخضير وعائلة الخالد ببيت كبير قام المدرسة على أنقاضهما.
بعد جمع التبرعات والحصول على أرضين للمدرسة قام يوسف بن عيسى بشراء بيتين آخرين بقيمة 4,000 روبية لتقوم المدرسة على مساحة أربعة بيوت، وبلغ ما صرف على الأبواب وأخشاب البناء حوالي 16,000 روبية.

#### المدرسة الأحمدية
أنشأت المدرسة الأحمدية عام 1921 وكانت امتداداً للإنجازات التي تمت في المدرسة المباركية كما كان إنجازها لاستيعاب عدد الدارسين الجدد، كما ضمت مناهج المدرسة العلوم الحديثة واللغة الإنجليزية التي قوبلت بالرفض في المدرسة المباركية. وفي هذه الفترة طرأت تغييرات كثيرة في التعليم بالكويت. فقد افتتحت أول مدرسة تدرس الإنجليزية وهي مدرسة الإرسالية الأمريكية (عام 1917) كما تم افتتاح أول مكتبة وهي بيت علي العامر (1921). تأثرت المدرسة المباركية بنقص الموارد المالية وأثر ذلك في مستوى التعليم والخدمات المقدمة. ويذكر أن أمير الكويت الشيخ أحمد الجابر الصباح طلب من الشيخ يوسف بن عيسى القناعي تحديث مناهج المباركية لتضم مواد العلوم، وقوبل هذا الطلب باعتراض أولياء الأمور ورفضهم تلقي أبنائهم العلوم واللغة الإنجليزية. فسعى يوسف بن عيسى إلى رأي العلماء في ديوان عبدالعزيز الرشيد وقال:
و لاقت الفكرة استحسان الحضور، وبدأت المساهمات في إنشاء المدرسة وسميت المدرسة الأحمدية للناشئة الوطنية.
قام سلطان إبراهيم الكليب بحملة تبرعات لصالح تأسيس المدرسة، وبلغ مجموع التبرعات 13 ألف روبية تجمع سنوياً. وتعهد أمير الكويت أحمد الجابر الصباح بدفع ألفي روبية سنوياً واستمر بدفعها لمدة 15 عاماً حتى تشكل مجلس المعارف عام 1936. وبذلك تأسست المدرسة الأحمدية بشكل أهلي وبطابع رسمي بمساهمة أمير الكويت 

### إنشاء وزارة التربية

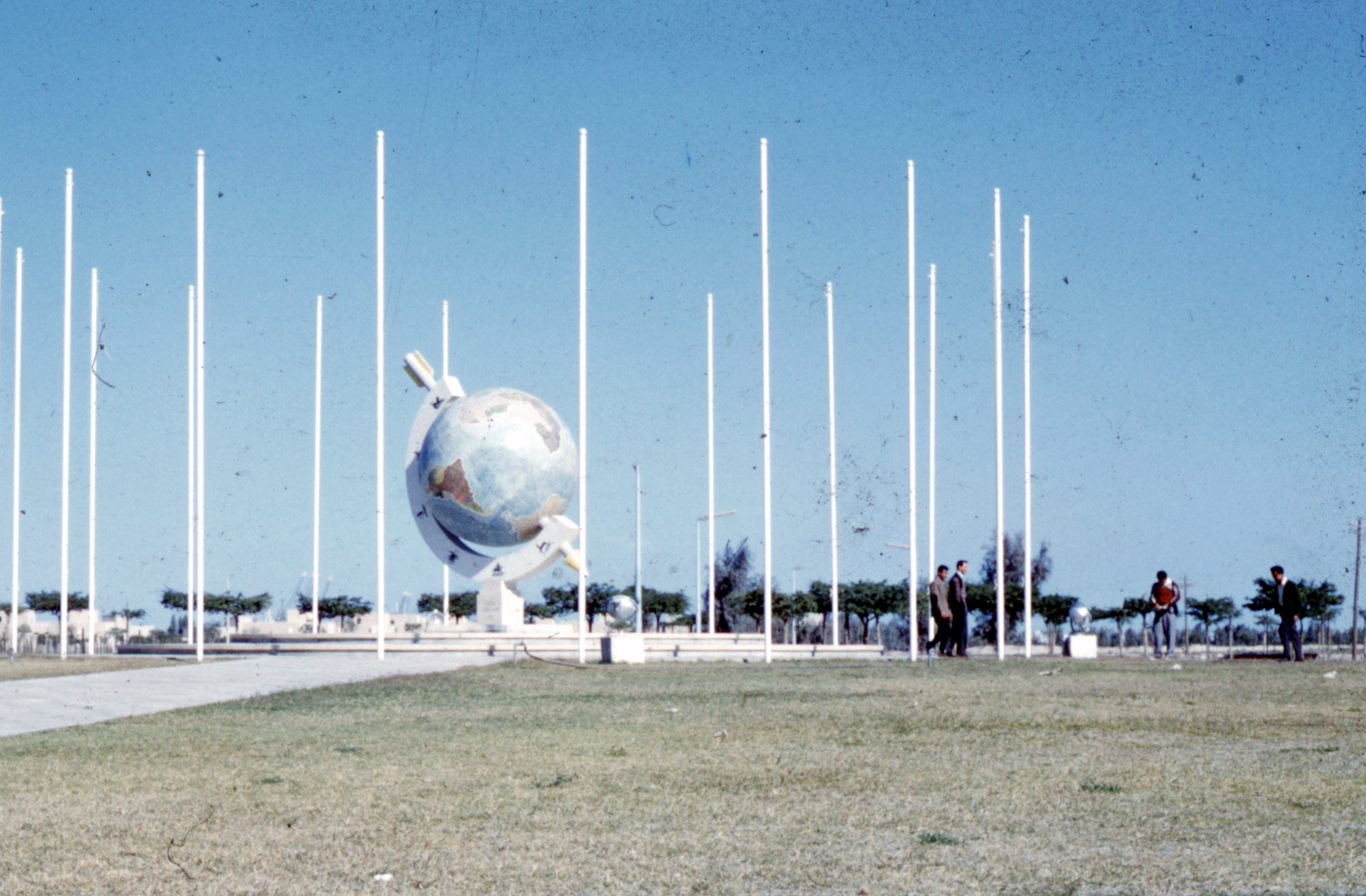
مجسم الكرة الأرضية في ثانوية الشويخ عام 1961

نظراً لازدياد عدد المدارس والحاجة لتنظيم التعليم، تم إنشاء مجلس المعارف عام 1936. فكان هذا المجلس نواة تكوين وزارة التربية. فقد أمر أمير الكويت آنذاك الشيخ أحمد الجابر الصباح بإنشاء مجلس للمعارف يتكون من 12 عضواً منتخباً.
وكان المجلس هو المسؤول عن تمويل التعليم بعد أن كان يعتمد على التبرعات والهبات. فأمر الشيخ أحمد الجابر باستقطاع 0,5٪ من قيمة الجمارك لهذا الغرض. فقد حصل المجلس ما مقداره 63 ألف روبية هندية. وفي عام 1936 تم جلب أربعة مدرسين فلسطينيين كانوا بداية التعليم الحديث في الكويت، في العام نفسه بدأ تنظيم السلم التعليمي والذي كان حتى عام 1955 غير واضح المعالم، ففي عام 1936 تم تحديد المدرسة المباركية كي تكون مدرسة ابتدائية (ما يعادل المتوسطة حالياً)، وقد أضيف لها فصول ثانوية عام 1937، وفي عام 1942 تم تطبيق النظام الثانوي لأول مرة. وتم افتتاح أول مدرسة ثانوية في الكويت عام 1953 وهي ثانوية الشويخ (والتي تصبح تالياً جامعة الكويت)، وفي عام 1955 افتتحت روضة المثنى وفي نفس العام -إثر التوسع الكبير في عدد المدارس وتنوع مستوياتها- أدخلت تعديلات على السلم التعليمي ليُقسَّم إلى: رياض الأطفال (سنتين) والمرحلة الابتدائية (4 سنوات) والمرحلة المتوسطة (4 سنوات) والمرحلة الثانوية (4 سنوات). والجدير بالذكر أن السلم التعليمي هذا لم يطرأ عليه أي تعديل حتى الفصل الدراسي 2004-2005 ليُقسِّم إلى رياض الأطفال (سنتين) والمرحلة الابتدائية (5 سنوات) والمرحلة المتوسطة (4 سنوات) والمرحلة الثانوية (3 سنوات).

### أوائل المدرسين الفلسطينيين في الكويت
ساهم المعلم الفلسطيني في النهضة التعليمية في الكويت منذ عام 1936، فكانت أول بعثة تعليمية في الكويت من المدرسين الفلسطينيين تضم أربعة معلمين وهم أحمد شهاب الدين وخميس نجم ومحمد المغربي وجابر حسن حديد، أعقبتها بعثة أخرى في العام 1937 وهم عبد اللطيف الصالح ومحمد محمود نجم وزكي الدرهلي وعمر الدجاني. ومع افتتاح مدارس جديدة للبنين في العام الدراسي 1939 جاءت البعثة الثالثة وضمت مدرسين من فلسطين وهم سليمان أبو غوش وإبراهيم عيد أحمد عيد وخالد عيد أحمد عيد، أما المعلمات الفلسطينيات فتمت الاستعانة بهن في العام الدراسي 1937/1938 عندما تم التعاقد مع أول معلمتين مؤهلتين للعمل في سلك التدريس هما وصيفة عودة وشقيقتها رفقة عودة من فلسطين وعملت معهما مريم عبد الملك الصالح أول معلمة كويتية في مدارس الحكومة.

### تعليم الفتيات

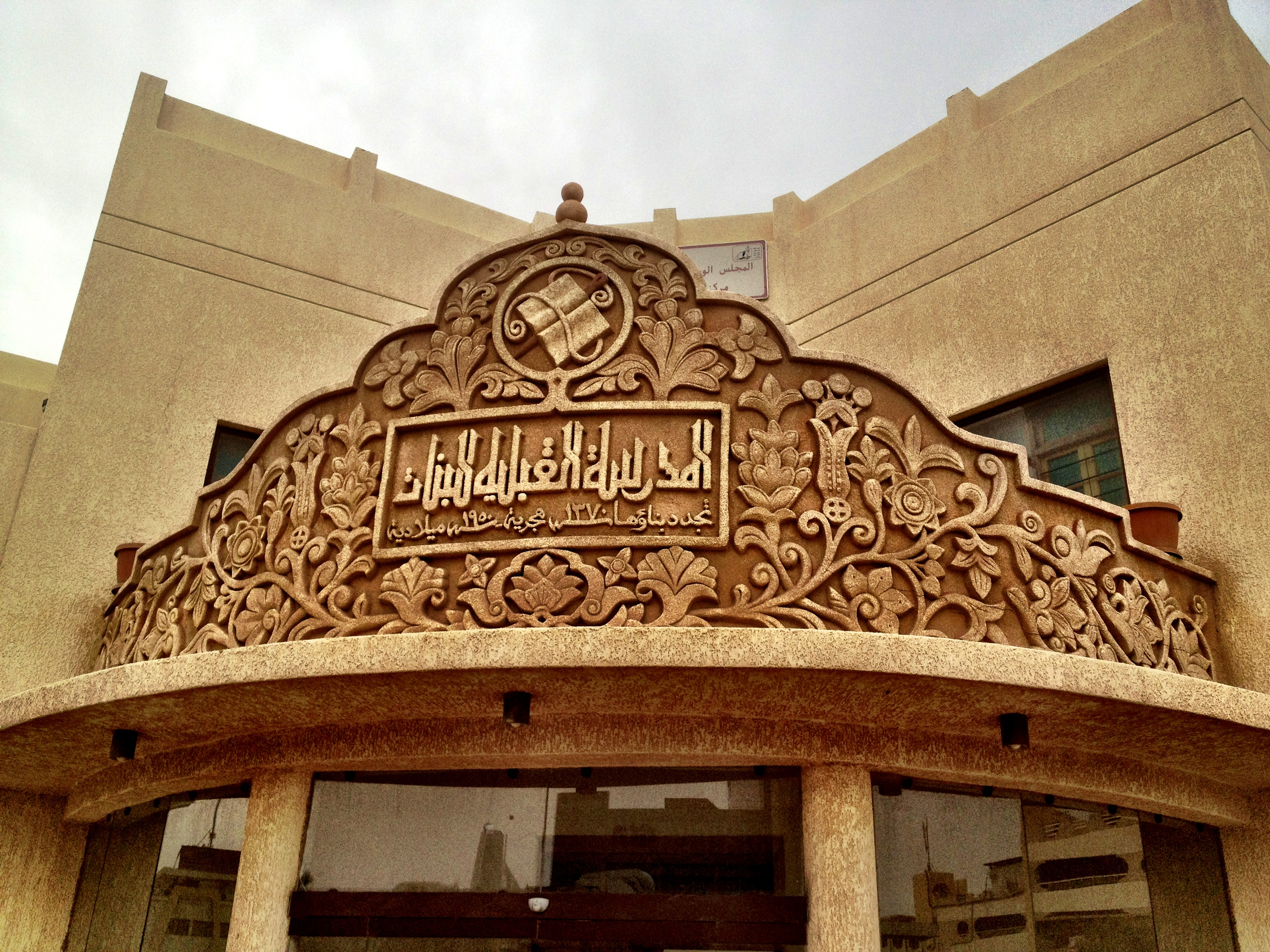
مدخل المدرسة القبلية للبنات

ولم يقتصر التعليم على الذكور فقط، فقد كانت مدرسة الوسطى أول مدرسة نظامية للإناث عام 1937. وتبعتها المدرسة القبلية. وفي عام 1953 تم افتتاح ثانوية المرقاب للبنات. كما اهتم المجلس بذوي الاحتياجات الخاصة فتم تأسيس أول مدرسة (مدرسة النور) لهم عام 1955. كما تم إنشاء الكلية الصناعية عام 1954 لتأهيل الشباب الكويتي لسوق العمل.

### بعثات مجلس المعارف
اهتم مجلس المعارف بتطوير التعليم عن طريق ابتعاث طلبة كويتيين لإكمال تحصيلهم العلمي وقد اشترط مجلس المعارف على المبتعثين بأنهم حالما ينتهون من تحصيلهم، يزاولون التدريس بمدارس الكويت. فكانت أول بعثة من الطلاب من خريجي المدرستين المباركية والأحمدية وقد تم إيفادهم إلى الكلية الأعظمية ببغداد تحت إشراف الشيخ نعمان الأعظمي عام 1924. وقد تألفت البعثة من: الشيخ فهد السالم الصباح ومحمود العبد الرزاق الدوسري وخالد سليمان العدساني (وزير تجارة سابقاً) وأحمد بن عمر العلي وعبد الكريم بن محمد العلي وعبد الله العبد اللطيف العبد الجليل وسلمان العنزي. وكانت أول بعثة للطالبات الكويتيات عام 1956 أرسلت إلى القاهرة وتألفت من: نورة الفلاح وشيخة العنجري ونورية الحميضي وفاطمة حسين وليلى حسين ونجيبة جمعة وفضة الخالد.
في عام 1961 بعد إلغاء اتفاقية الحماية البريطانية من قبل أمير الكويت آنذاك الشيخ عبد الله السالم الصباح تم تشكيل الحكومة الكويتية متضمنة وزارة المعارف والتي تغير مسماها إلى وزارة التربية والتعليم عام 1962 ووزارة التربية عام 1965. فتم تشكيل مجلس التربية ووضعت الأهداف العامة للوزارة عام 1967. كما أخذت الوزارة خطوات واضحة لمكافحة الأمية. وفي عام 1982 تم تأسيس الهيئة العامة للتعليم التطبيقي والتدريب. وشهد عام 1995 تطبيق قانون التعليم الإلزامي للكويتيين.
ومع التطور العمراني والسكاني في الكويت ازدادت أعداد المدارس والطلبة. فتشير إحصائيات وزارة التربية إلى زيادة كبيرة في عدد الطلبة من حوالي 600 عام 1936 إلى 480,574 عام 2002. وصاحب هذه الزيادة توسع في أعداد المدارس لتصل إلى 1095 مدرسة لجميع المراحل في عام 2002. كما ازدادت أعداد الهيئات التدريسية لترتفع من 26 مدرس عام 1936 لتصبح 42,703 في عام 2002. ونتيجة لجهود الوزارة الحثيثة في القضاء على الأمية، انخفضت نسبة الأمية في الكويت من 57٪ عام 1965 لتصل إلى أقل من 10٪ بين الرجال و6٪ بين النساء.

### التعليم الأهلي
من الملاحظ مما سبق أن بداية ونواة التعليم النظامي في الكويت كانت نتيجة للمساهمات الشعبية والأهلية. ولكن هذه الفقرة ستدرج التعليم الأهلي الهادف إلى الربح المادي. يعود التعليم الأهلي إلى عام 1922 عند تأسيس أول مدرسة نظامية أهلية وهي مدرسة السعادة. وكانت المكتبة الوطنية أول مكتبة تجارية أسسها محمد أحمد الرويح. فكانت تحتوي على الكتب العلمية والأدبية وعلى أهم صحف ومجلات القاهرة ودمشق، كما كانت توفر جميع مستلزمات أساتذة طلاب المدرستين المباركية والأحمدية. وتم تأسيس العديد من المدارس الأهلية الخاصة وقد أصدرت وزارة التربية عام 1967 القانون المنظم للتعليم الأهلي. وفي عام 2000 تم السماح بإنشاء الجامعات الخاصة.

### التعليم الخاص
اهتمت وزارة التربية منذ بدايتها -متمثلة بمجلس المعارف- بتعليم ذوي الاحتياجات الخاصة. فتم افتتاح مدرسة النور وهي أول مدرسة للتعليم الخاص حيث كانت تعنى بالمكفوفين في عام 1955. وتلاها افتتاح معهد الأمل للصم والبكم عام 1959. وأصدرت وزارة التربية القانون رقم 11 لعام 1965 يلزم ذوي الحاجات الخاصة بالتعليم. فتنص المادة الرابعة من القانون: إلزام ذوي العاهات البدنية أو الحسية «سمعية ـ بصرية ـ عقلية» بالانتظام في مدارس التعليم والتربية الخاصة ما داموا قادرين على متابعة الدراسة بها. وتبع ذلك افتتاح 9 مدارس ليبلغ عدد المدارس 10 مدارس عام 1970. وارتفع العد ليصل إلى 13 مدرسة للبنين والبنات في العام 2001.

## التعليم العالي
تحتوي الكويت على العديد من المؤسسات التعليمية حكومية وأهلية عالية المستوى ومعترف بأغلبها عالميًا، وتعتبر جامعة الكويت والهيئة العامة للتعليم التطبيقي والتدريب - كلية التربية الأساسية المؤسستان الحكوميتان الوحيدتان اللتان تمنحان شهادات البكالوريوس والماجستير (في الجامعة فقط) للطلبة الملتحقين بها، بينما تمنح الهيئة العامة للتعليم التطبيقي والتدريب شهادة الدبلوم للطلبة في باقي كلياتها عدى كلية التربية الأساسية. ومنذ عام 2000 بدأ افتتاح جامعات خاصة تقدم شهادات في البكالوريوس والدبلوم، ومن هذه الجامعات جامعة الخليج للعلوم والتكنولوجيا والجامعة الأمريكية في الكويت وفرع الجامعة العربية المفتوحة وغيرها. وجدير بالذكر أن وزارة التعليم العالي تمنح الطلبة الكويتيين بعثات دراسية للخارج كالولايات المتحدة الأمريكية والمملكة المتحدة وخلافها لمرحلة البكالوريوس ومرحلة الماجستير والدكتوراه لمبتعثيها السابقين مما جعلها عرضة لانتقادات المنظمات الشبابية أبرزها رابطة الشباب الكويتي.

### جامعة الكويت
تأسست جامعة الكويت في عام 1966 بعهد الشيخ صباح السالم الصباح، وتضم حاليًا 14 كلية. وقد جاءت فكرة إنشاء جامعة في الكويت عام 1960 عندما دعت الحكومة الكويتية السير إيفور جنجز (مندوب اليونيسكو) والدكتور سليمان حزين (مدير جامعة أسيوط) والدكتور قسطنطين زريق (نائب رئيس الجامعة الأميركية في بيروت) لوضع تقرير مفصل عن إمكانية إنشاء الجامعة في الكويت. وعند افتتاح الجامعة كان عدد الطلبة 418 وعدد هيئة التدريس 31. وعلى مدى 42 سنة ازداد عدد الطلبة بشكل كبير ليصل إلى 26 ألف طالب في 14 كلية في العام الدراسي 2008 - 2009. وحسب التصنيف العالمي من موقع ويبو ماتريكس لجامعات العالم فإن جامعة الكويت تحتل الموقع 14 في منطقة غرب آسيا، و2781 عالميًا بين الجامعات.

### الهيئة العامة للتعليم التطبيقي والتدريب
أُنشأت إدارة التعليم الفني والمهني في عام 1972 كي تقوم بإعداد الشباب الكويتي للعمل الفني والمهني. وقد واجهت هذه الإدارة الكثير من العوائق فتم في عام 1982 إنشاء الهيئة العامة للتعليم التطبيقي والتدريب بحيث تصبح إدارة التعليم الفني ضمن إدارات الهيئة. وتدير الهيئة حالياً 5 كليات و9 معاهد تدريبية.

### البعثات والمنح الدراسية

#### بعثات وزارة التعليم العالي
تقوم وزارة التعليم العالي بإرسال ما يزيد عن 3200 طالب وطالبة إلى عدة دُول تتضمن الولايات المتحدة وكندا والمملكة المتحدة وجمهورية أيرلندا وأستراليا ونيوزلندا وإيطاليا وفرنسا وهولندا والبحرين والأردن. كما تقوم بإعطاء المنح الدراسية لكل من سلطنة عمان والبحرين. تتكفل المكاتب الثقافية بدفع تكاليف الجامعة، كما تقوم بإعطاء الطلاب رواتب شهرية. في حال دراسة الطالب الكويتي في دولة غير مدعومة في خطة البعثات، تتكفل وزارة التعليم العالي بتكاليف الجامعة، وتعطي الطالب راتبًا شهريًا حسب الدولة.

#### بعثات جامعة الكويت
تقوم جامعة الكويت بتقديم بعثات لدراسة الماجستير والدكتوراه للطلبة الكويتيين.

## الحركة الكشفية

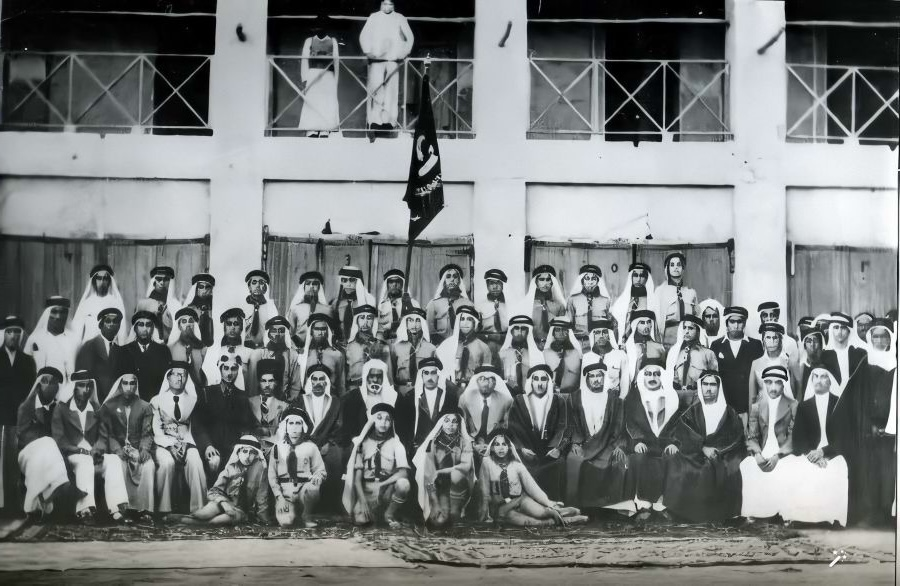
صورة البعثة الكشفية من مدارس الكويت في زيارة البحرين عام 1941 والتقطت هذه الصورة خلال الزيارة في عمارة المرحوم هلال المطيري حيث اقام مأدبة غذاء للبعثة

تأسست الحركة الكشفية في الكويت عام 1936. في العام 1941 قامت بعثة كشفية من مدارس الكويت بزيارة البحرين وقد لاقت البعثة ترحيباً من دائرة المعارف في البحرين فاقيمت الولائم والاحتفالات ابتهاجاً بهذه الزيارة. وفي عام 1955 زار مدير المكتب الكشفي الدولي السيد دي. سي. سبراي الكويت للاطلاع على أمر تأسيس جمعية كشفية أهلية فكانت جمعية الكشافة الكويتية. وفي المؤتمر الكشفي الثامن في كندا تم الاعتراف الرسمي الدولي بالجمعية الكويتية.

## وصلات خارجية
- دائرة المعارف في الكويت سنة 1953.